# Lejsme Per Larsson

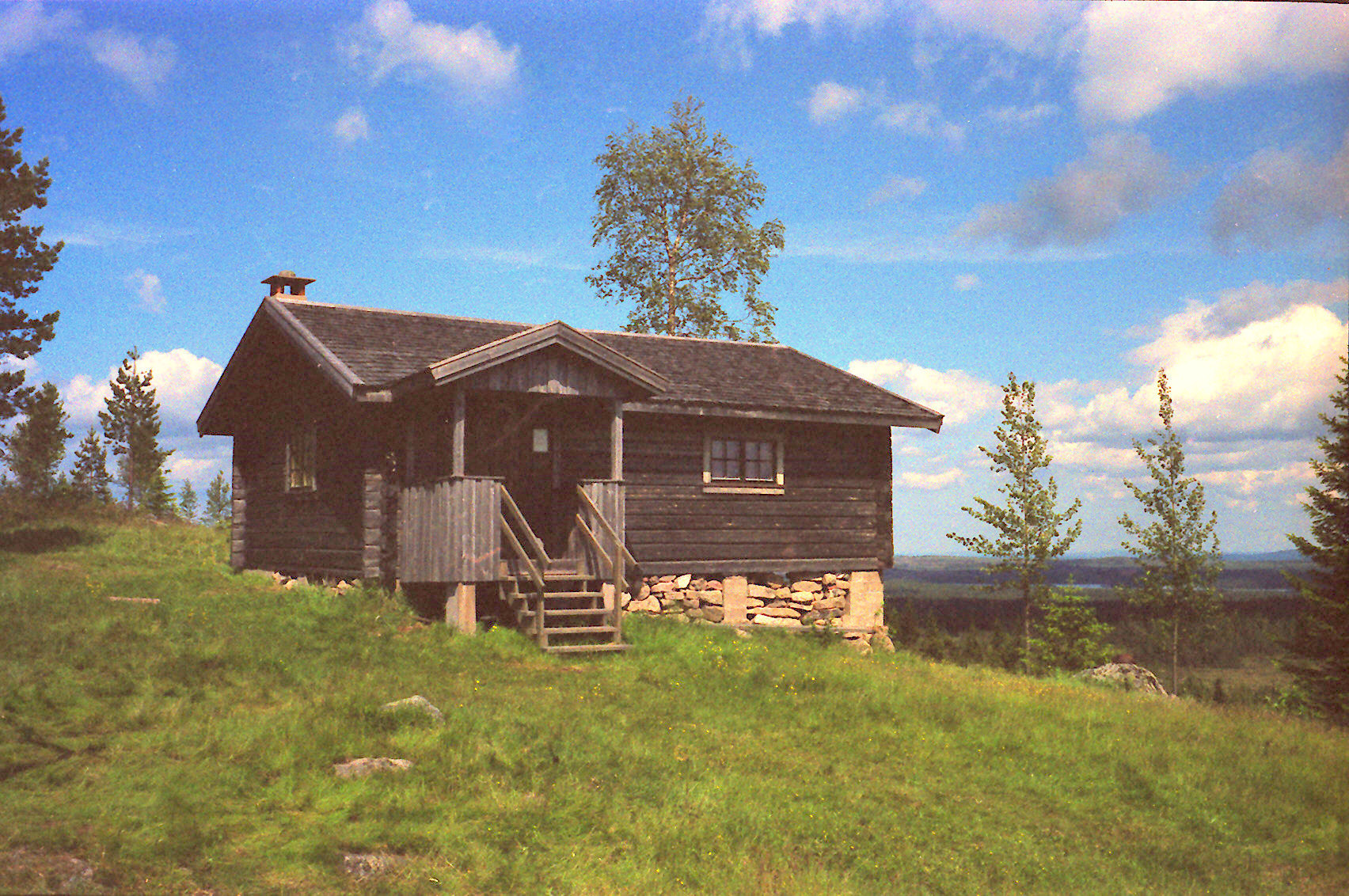
Nyuppförd kopia av spelmannens bostad på Rimäck i Malungs finnmark.

Lejsme Per Larsson, född den 10 februari 1822 i Malungs församling, Kopparbergs län, död 23 augusti 1907 i Tyngsjö församling, Kopparbergs län, var en fiolspelman från Malungs finnmark. Hans låtar upptecknades främst av sonsonen Herman Strömberg (1882–1967).

## Historia
Lejsme Per var ett av tio syskon och de levde i stor fattigdom. Lejsme Pers far, Lars Hindriksson (Tiianen), var liesmed. Därav sonens tillnamn "Lisme" / "Lejsme". 1847 gifte sig Lejsme Per med Brita Strömberg från Ekshärad

och de byggde samma år ett hus på fattigskogen vid Riihimäki (Rimäkk) (Torkhusberget på svenska). Fattigskogen var en allmänning som Malungs jordägare avsatt vid storskiftet för fattigas bosättning.
Under hela sitt liv levde Lejsme Per och familjen i stor fattigdom, men endast två gånger erhöll de hjälp ur fattigkassan i Tyngsjö. Vid ett tillfälle tog en övernitisk fjärdingsman Lejsme Pers fiol i pant för en skatteskuld på 1:50. Efter en tid återfick han fiolen, troligen utlöst av någon vän.
Enligt en spridd skröna skulle Lejsme Per ha lärt sig att spela av näcken, och hans stela ringfinger skulle ha varit priset, då han försvor sig och tappade blod. Faktum är dock att han hade flera läromästare både i Värmland och Dalarna.
Lejsme Per var en flitigt anlitad spelman och han spelade i finntorp och fäbodar. Han skall enligt egna anteckningar ha spelat på 124 bröllop. Det fanns en sällsynt kraft i Pers spel och han var mycket skicklig. Det berättas att hans utseende var vilt, han satt hopkrupen, skelade med ögonen och stirrade vilt åt alla håll. Lejsme Pers devis var "Rent spel och klara fönster".

## Inspelningar
- Historiska inspelningar av svensk folkmusik XIII: Äldre spelmän från Malung:  Herman Strömberg, Troskari Mats Olsson & Troskari Ingeborg Eriksson. Hurv KRCD-42. Innehåller 16 spår med Herman Strömberg som spelar Lejsmelåtar.
- Kalle Almlöf, Lejsmelåtar. Giga GCD-30. Skivan ägnas helt åt Lejsme Pers repertoar.
- Anders Rosén och Roland Keijser, Lejsmelekar. Hurv KRLP12 & Hurv KRCD-12. Inspelad 1987, återutgiven som CD 2009. Skivan ägnas helt åt Lejsme Pers repertoar.